# Showtime (film)
Showtime (v anglickém originále Showtime) je americký akční film z roku 2002. Režisérem filmu je Tom Dey. Hlavní role ve filmu ztvárnili Robert De Niro, Eddie Murphy, Rene Russo, Pedro Damián a Drena De Niro.

## Obsazení
| Robert De Niro  | Mitch Preston |
| Eddie Murphy    | Trey Sellars  |
| Rene Russo      | Chase Renzi   |
| Pedro Damián    | Caesar Vargas |
| Drena De Niro   | Annie         |
| William Shatner | sebe          |
| Mos Def         | Lazy Boy      |
| Frankie Faison  | Winship       |
| Joy Bryant      | Lexi          |